# Exmoor póni
Az exmoor póni Britanniából származó kis termetű pónifajta.

## Története
Az exmoor egy ősi fajta,az 1-es pónitípus leszármazottjának tartják.

## Kinézete
Marmagasságuk kb. 128-130 cm (bottal mérve).
Színük pej, sötétpej. A pofájuk tájékán a szőr fehér vagy szürke.
Konvex profilú feje van,hosszú orrjárattal.
Szeme fedett ,,békaszem”
Lábai rövidek, szabályosak, jó csontozatúak.
Formás kemény patái vannak.

## Hasznosítás
Hátaslóként használják.

## Egyéb
Különlegessége egyedi állkapocsformája, melyben egy hetedik zápfog van, amelyik semmilyen más lófajtában nem található meg.
Jellegzetessége még, az ún. jégfarok.
A farok vastag felső része legyezőszerűen terül szét,és lecsepegteti az esőt és hólevet.